# يو إف سي 117
يو إف سي 117: سيلفا ضد سونين (بالإنجليزية: UFC 117: Silva vs. Sonnen)‏ هو حدث لفنون القتال المختلطة نظمته يو إف سي، أُقيم في 7 أغسطس 2010، على أوراكل أرينا في أوكلاند، كاليفورنيا، الولايات المتحدة.